# Karl Heidler von Heilborn

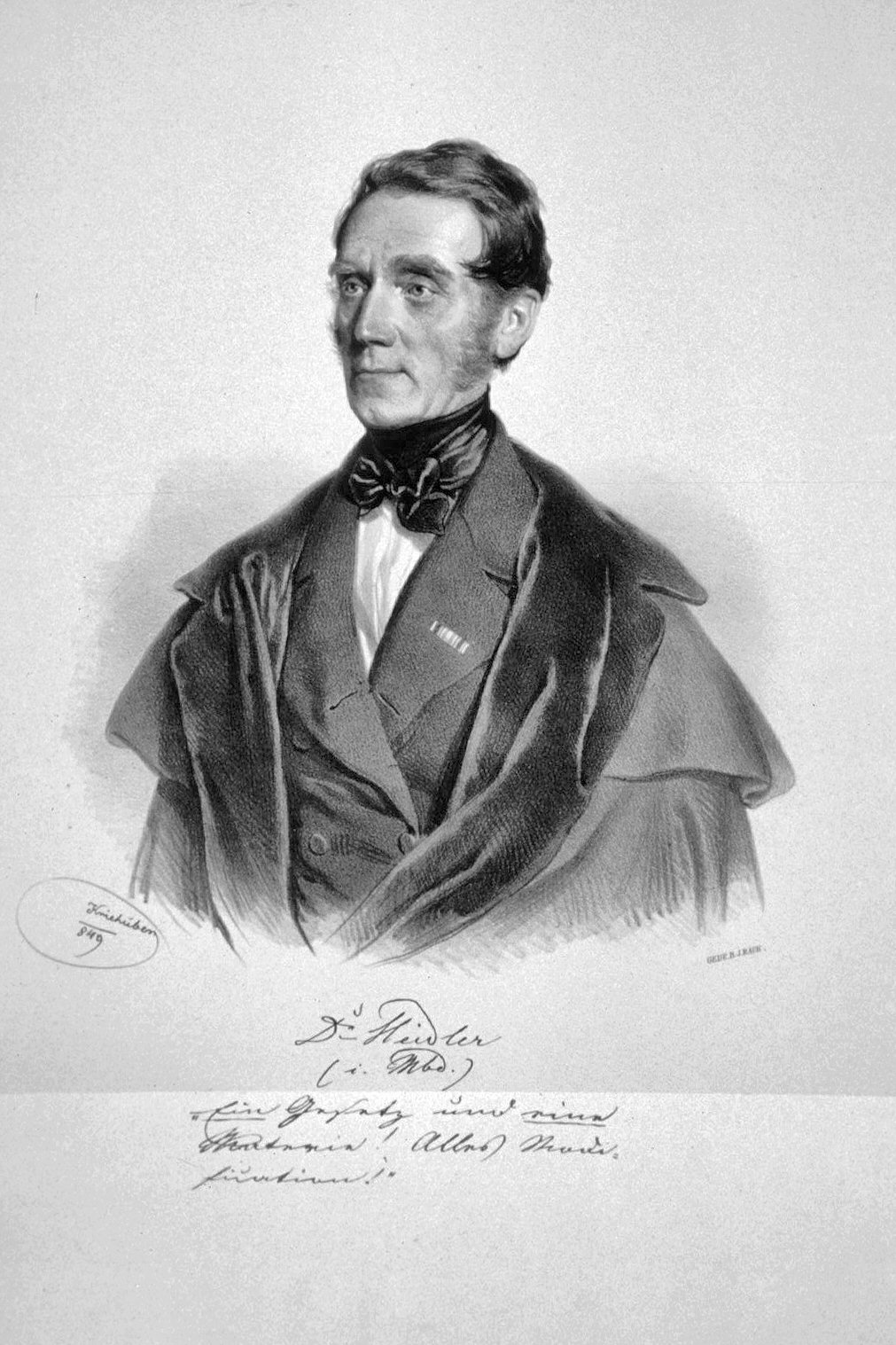
Karl Joseph Heidler von Heilborn (Lithografie von Josef Kriehuber, 1849)

Karl Joseph Heidler Edler von Heilborn (* 26. Januar 1792 in Falkenau an der Eger, Böhmen als Joseph Karl Heidler; † 13. Mai 1866 in Prag) war ein böhmischer Badearzt und Förderer Marienbads und Verfasser von 25 medizinischen Fachbüchern.

## Familie und Herkunft
Karl Heidler von Heilborn wurde als Sohn des Bürgers und Kürschnermeisters Johann Anton Heidler (1765–1829) und der Clara, geb. Fischer (1754–1815) in Falkenau an der Eger geboren. Seine Mutter hatte 1778 in erster Ehe den Fassbindermeister Andreas Brambach (1757–1778) geheiratet und einen Sohn aus dieser Ehe gehabt, der 1785 verstarb. Sie blieb Witwe, bis sie 1786 ihren zweiten Mann heiratete. Ein älterer Sohn, Joseph Anton Heidler (1786–1864) war der Vater des später ebenfalls geadelten K.u.k. Generalstabsarztes Karl Heidler von Egeregg (1809–1887).
Die Familie geht zurück auf den in Falkenau geborenen Bürger und Kürschnermeister Bartholomäus Heidler (1657–1730), dessen Vater Matthäus Heidler (1629–1689) in Lauterbach-Stadt im nahen Kaiserwald als Sohn des Paul Heidler geboren worden ist und am 8. November 1649 in Hohenberg an der Eger Susanna, Tochter des Caspar Mayer aus Lautberbach geheiratet hatte. Als evangelisch-lutherische Exulanten aus Böhmen hatte sich das junge Paar die ebenfalls aus Glaubensgründen vertriebenen Trauzeugen Michael Becher und Hans Heidler als Trauzeugen gesucht. 
Weshalb das Paar dann spätestens 1655 wieder zurück in das rekatholisierte Egerland gezogen ist, bleibt Mutmaßung, anzudenken sind wirtschaftliche Gründe. Von den acht bekannten Kindern des Paares wurden sieben in Falkenau geboren und getauft. 

## Leben
Die Eltern hielten ihren Sohn zum Studium an. Er besuchte das Piaristen-Gymnasium in Schlackenwerth und das Lyceum in Pilsen. Danach ging er zum Medizinstudium nach Prag, wo er am 14. April 1818 zum Doktor der Medizin und Magister der Geburtshilfe promovierte.
Im Mai 1818 wurde er als Brunnenarzt im neu entstandenen Kurort Marienbad durch das Stift Tepl berufen. 
Heidlers Vater Anton war als Witwer mit seinem Sohn nach Marienbad gezogen, wo die Familie ein neues großes Anwesen, den sogenannten Römer, erbaute.
Ab 1820 wurde Heidler auch der persönliche Kurarzt Goethes, der ihn als einen gar verständigen lieben jungen Mann bezeichnete. Beide tauschten sich in ihren geologisch-naturwissenschaftlichen Forschungen aus. Dazu gehörte auch ein 52 Seiten umfassendes Herbar über Pflanzen, das Goethe 1823 zu erstellen begonnen hatte und Heidler zur Vervollständigung übergeben hatte.
Bei der Taufe seines Sohnes Michael Karl Heidler von Heilborn (1821–1892) stand Michael Pawlowitsch Romanow (1798–1849), Großfürst von Russland, Pate.
1828 wurde er Nachfolger des ärztlichen Gründers Marienbads Johann Josef Nehr und K.u.k. erster Badearzt und damit ärztlicher Leiter des Kurortes. 1829 wurde er Kaiserlicher Rat. Weitere Titel waren 1832 Herzogl. Sachsen-Meiningscher Medizinalrat, 1835 Kaiserlich Russischer Staatsrat und 1837 Königl. Sächsischer Hofrat.
Von Zeitzeugen wird Heidler als eine Persönlichkeit mit scharfer Urteilskraft und praktischem Betätigungssinn beschrieben; er war demnach der Typus des vornehmen Badearztes der alten Zeit (so 1863), Literat und Ästhet, elegant in seinem Auftreten, innerlich von tiefer Humanität. In seinem Wartezimmer durften die einfachsten Menschen neben den glänzendsten aristokratischen Persönlichkeiten Platz nehmen.
Eine große Zahl zweckmäßiger Kureinrichtungen, wie die Hebemaschine für das Schöpfen des Mineralwassers, der Gebrauch maßeinheitlicher Brunnengläser, die Einfassung mehrerer Quellen sind ihm zu verdanken.
1844 erwarb Karl Heidler Grundherrschaft und Schloss Alt Zedlisch, dieser Besitz blieb bis 1945 im Familienbesitz. Heidler war 1846 Stifter des ersten Kommunal-Krankenhauses in seiner Vaterstadt Falkenau, zu dem auch ein Garten gehörte. Seine fachliche Kompetenz und medizinische Vielseitigkeit, so u. a. auch in Erkenntnissen und Behandlung der Cholera, kommt in diversen Buchdrucken zum Ausdruck.
Am 12. Februar 1858 erhielt er aufgrund seiner Verdienste in Wien durch Kaiser Franz Joseph eine Standeserhöhung mit dem Ehrenwort Edler und dem Prädikat von Heilborn.
Heidler ging 1857 in den Ruhestand, lebte neben Marienbad auch in Prag, wo er am 13. Mai 1866 einer Gehirnlähmung erlag. Sein Leichnam wurde nach Marienbad überführt, wo er am 18. Mai 1866 neben seiner Frau Theresia, geb. Pfrogner (1795–1861) bestattet wurde. Er hinterließ neben dem Schloss in Alt Zedlisch auch zwei große Häuser in Marienbad.

## Familie und Nachkommen

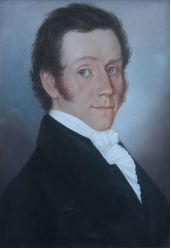
Karl Joseph Heidler von Heilborn, Pastellkreide auf Pappe, 1842, Privatbesitz

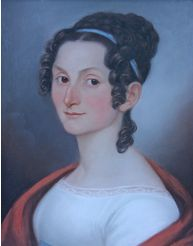
Theresia Heidler von Heilborn, geb. Pfrogner, Pastellkreide auf Pappe, 1842 (?), Privatbesitz

Karl Heidler von Heilborn heiratete am 14. April 1819 Maria Theresia Pfrogner (* 18. Januar 1795 in Königswart; † 17. August 1861 in Marienbad) Eltern: Dr. jur. Alexander Pfrogner (* 24. Oktober 1761 in Plan), Oberamtmann in Königwart und Advokat in Plan und Victoria, geb. Steiner. Pfrogner verlor sein gesamtes Vermögen beim Staatsbankrott 1811 aufgrund des Finanzpatentes des österreichischen Kaisers Franz I.
Karl und Theresia Heidler hatten zwischen 1820 und 1831 sieben Kinder, von denen nur eine Tochter und ein Sohn die Kindheit überlebten.
Kinder:
1. Therese Heidler von Heilborn, * 16. Januar 1820 in Prag; † 17. Dezember 1903 ebenda, verheiratet 14. September 1841 in Marienbad mit Dr. med. Emil Kratzmann (1815–1867) aus Kratzau, Badearzt in Marienbad.
2. Michael Karl Heidler von Heilborn, Besitzer der landgräflichen Güter von Alt Zedlisch, Lukawetz und Innichen, Ehrenbürger der Stadt Tachau, * 16. August 1821 in Marienbad; † 16. Januar 1892 in Prag-Weinberge, verheiratet am 11. November 1845 in Gablonz mit Barbara Pfeiffer (1825–1869)
Sohn: Karl Heidler von Heilborn, Dr. med. Brunnenarzt in Marienbad, Erbe der Güter seines Vaters, * 28. Januar 1846 in Alt Zedlisch † 8. Januar 1907 ebenda; verheiratet am 29. Oktober 1875 in Reichenberg mit Hermine Horn (1855–1924) aus Reichenberg.

## Publikationen
- 1819: Über die Gas-Bäder in Marienbad, nebst einer skizzierten Beschreibung dieses Curortes
- 1822: Marienbad nach eigenen bisherigen Beobachtungen und Ansichten ärztlich dargestellt
- 1826: Regeln für den Gebrauch der Gesundbrunnen und Heilbäder in Marienbad
- 1833: Die Waldquelle zu Marienbad
- 1836: Über den Gebrauch mineralischer Wässer am Abend
- 1837: Alte Gründe für den neuen Ruf von Marienbad
- 1837: Naturhistorische Darstellung des Curorts Marienbad
- 1837: Die Waldquelle zu Marienbad
- 1839: Über die Heilerde oder den Badeschlamm von Marienbad (gemeinsam mit R. Brandes verfasst), Hannover 1839
- 1860: Der neue Mineralmorr zu Marienbad, als eine Bereicherung der medicinischen Vielseitigkeit dieses Curorts

## Wappen
Ein in Silber über Blau quergetheilter Schild. Das obere Feld durchzieht ein schrägrechter roter Balken, welcher mit der goldenen Schale der Hygiea, um die eine rücklingsgekehrte trinkende grüne Schlange zweimal gewunden, belegt und von zwei blauen Sternen begleitet ist. Im untern Felde ragt eine runde goldene Kuppel mit einem über zwei Staffeln und einem Knopfe aufgesetzten Patriarchenkreuze (Erinnerung an den Marienbader Kreuzbrunnen) hervor, welche zwei goldene Sterne begleiten. Auf dem Schilde ruht ein gekrönter Turnierhelm. Die Helmkrone füllt ein grüner Hügel aus, auf welchem ein natürlicher, zurücksehender, zum Fluge sich anstellender Edelfalke steht.

## Auszeichnungen
- 1835: Kaiserlich Russischer St. Stanislaus-Orden 3. Klasse
- 1836: Ritterkreuz des Königl. Griechischen Erlöser-Ordens
- 1836: Königl. Preußischer Roter Adlerorden 3. Klasse[7]

Heidler wurde zum Ehrenmitglied, bzw. zum korrespondierenden Mitglied der meisten europäischen gelehrten, medizinischen und naturwissenschaftlichen Vereine, wie in Wien, Berlin, Bonn, Breslau, Dresden, Halle (Saale), Jena, Leipzig, Brüssel, Krakau, London, Moskau, Paris, Stockholm. Nach ihm wurden ein Platz und eine Straße in Falkenau an der Eger benannt, im Wiesenpark in Marienbad wurde ihm zu Ehren ein Monument errichtet.